# 劉煒 (嘉慶進士)
劉煒（?—?），字伯華，號心農，贵州修文人，清朝政治人物、進士出身。
嘉慶十六年（1811年）辛未科進士，二甲四十二名，選翰林院庶吉士，散館改主事。